# Stictomischus haleakalae
Stictomischus haleakalae är en stekelart som beskrevs av William Harris Ashmead 1901. Stictomischus haleakalae ingår i släktet Stictomischus och familjen puppglanssteklar. Inga underarter finns listade i Catalogue of Life.